# Hierapolis
Hierapolis (grek. "Den heliga staden") var en stad under antiken i närheten av de heta källorna i det moderna Pamukkale i Turkiet. 1988 blev den antika staden Hierapolis tillsammans med de heta källorna i Pamukkale upptagen på Unescos världsarvslista.

## Historia
Hierapolis anseende som helig ort hade sitt ursprung i dess varma källor och en grotta, Plutonion eller Plutos grotta, från vilken dödliga gaser steg upp.
Hierapolis kan ha grundats redan av en av Alexander den stores efterträdare för att falla i Eumenes II av Pergamons händer i samband med freden i Apameia 188 f.Kr. Hierapolis blev romerskt 133 f.Kr. Då testamenterade Attalus II av Pergamon sitt kungarike inklusive Hierapolis till Romarriket. Staden kom in i en blomstringsperiod som nådde sin kulmen under 100- och 200-talen e.Kr. efter att ha återuppbyggts efter en jordbävning 60 e.Kr. De varma källorna användes också vid framställning av ull för att fixera färg.
På platsen finns många lämningar både från hellenistisk och romersk tid, bland annat bad, tempelruiner, en begravningsplats, en monumental valvbåge och en välbevarad romersk teater.
Efter kristendomens intåg och Konstantin II:s etablering av Konstantinopel som "nya Rom" år 330 blev staden ett biskopssäte. Aposteln Filippos led martyrdöden på platsen år 80 vilket bidrog till att Hierapolis blev ett viktigt religiöst centrum för det östromerska riket.
Under tidigt 600-tal drabbades Hierapolis av en jordbävning som förstörde ett antal monument som aldrig återställdes. 700- till 900-talet betecknas till en början av en stark ekonomisk tillbakagång, hus och små kapell byggs ovanpå gamla ruiner och mot slutet av perioden påbörjas en ekonomisk återhämtning. 1071 erövrade seldjukerna större delen av Mindre Asien och staden förefaller inte ha tagit skada av det, däremot var staden mycket förstörd under det tredje korståget 1190 när Fredrik Barbarossa besökte staden till minne av aposteln Filippos.
Hierapolis övergavs gradvis och när Osmanska riket fått makten över Mindre Asien var Hierapolis övergivet.

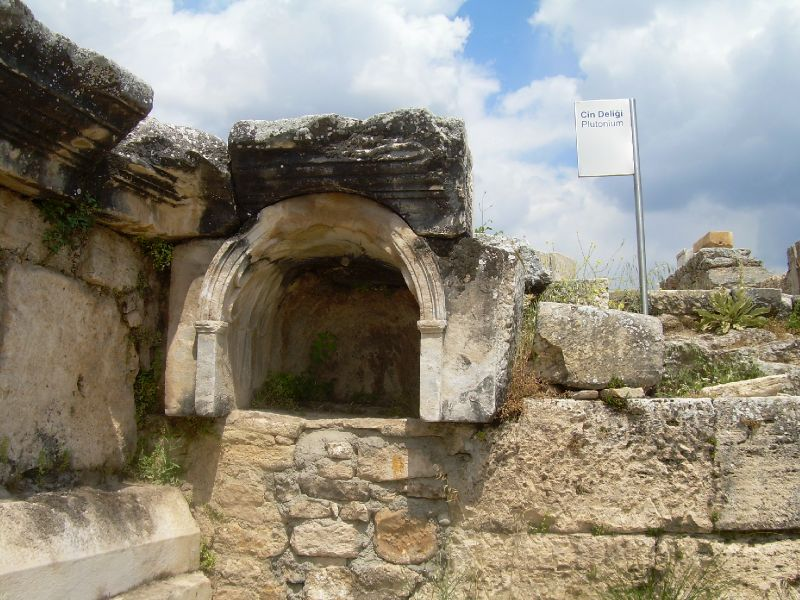
Plutonium
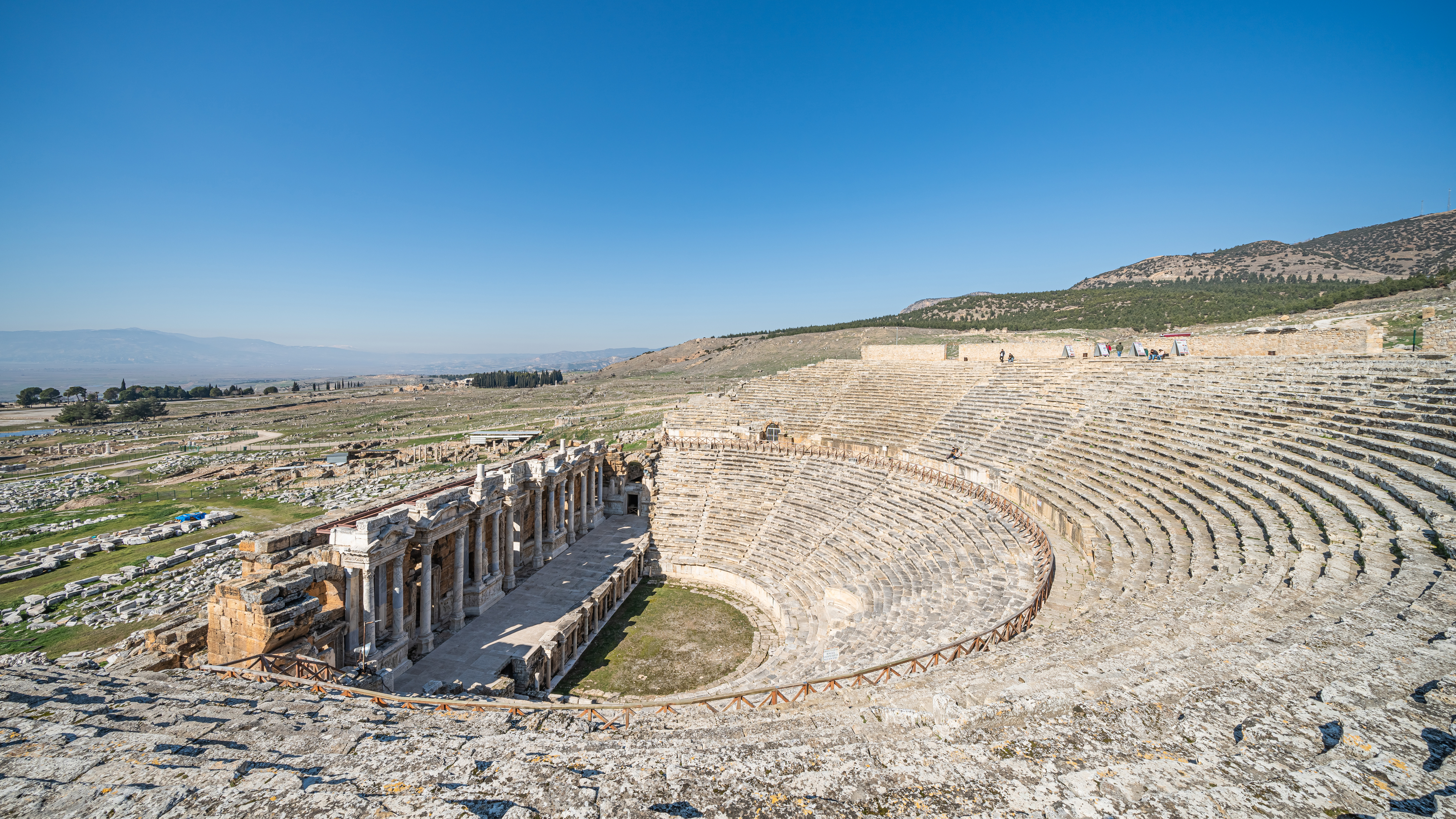
Romersk teater
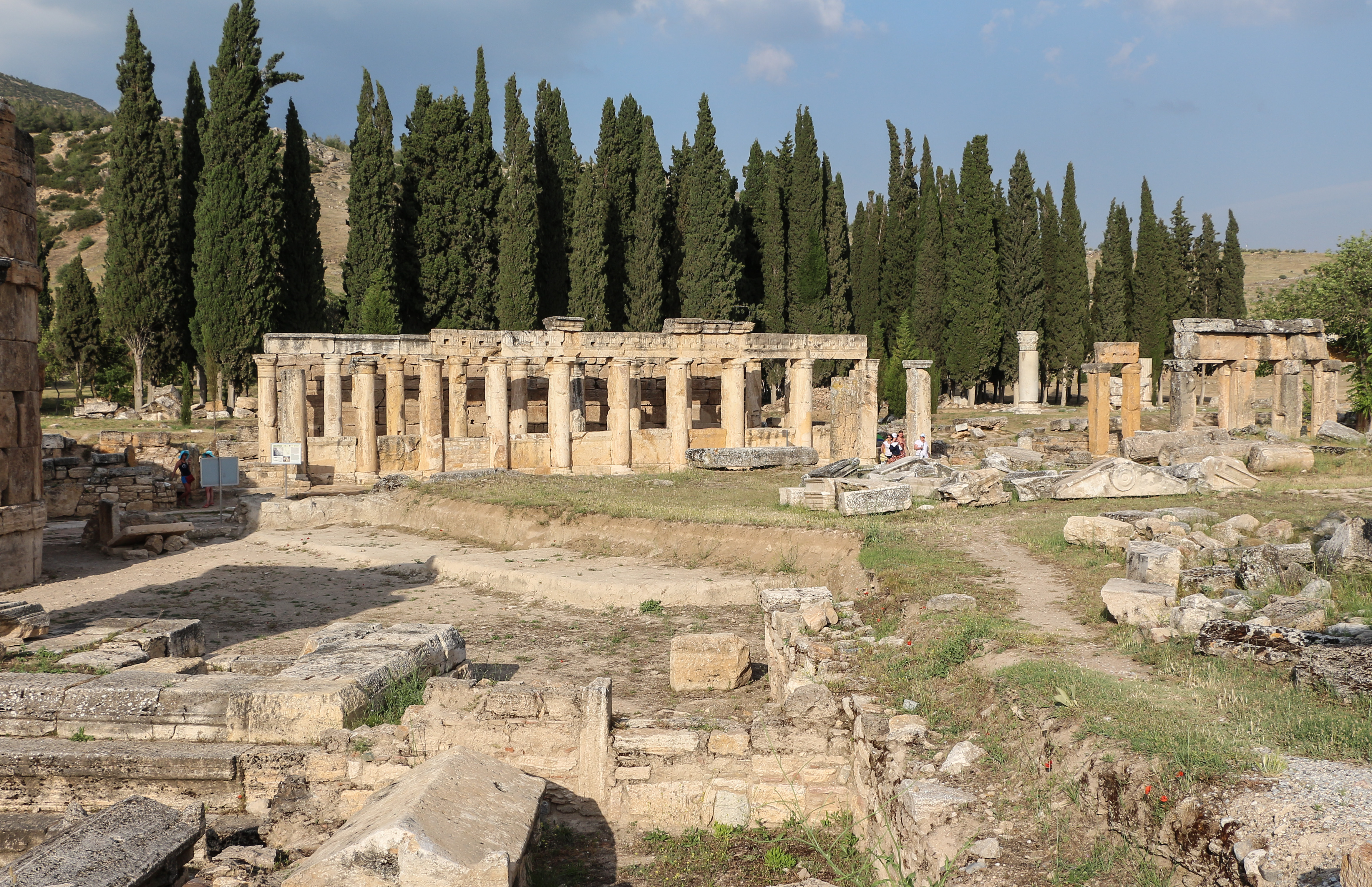
Torg